# Источни свет
Источни свет, познат и као Исток или историјски Оријент, је кровни термин за различите културе или друштвене структуре, нације и филозофске системе, који варира у зависности од контекста. Најчешће се подразумевају Азија, Средоземље и арапски свет као његови делови. Источни свет се често посматра као пандан западном свету.
Подручја која чине источни свет су разнолика и тешко их је генерализовати јер немају јединствено заједничко наслеђе. Иако различити делови источног света деле много заједничких нити, пре свега на „глобалном југу”, они се никада нису историјски дефинисали колективно. Термин је првобитно имао дословно географско значење, односећи се на источни део Старог света. Историјски се источни свет односио на источну Азију, југоисточну Азију, јужну Азију, средњу Азију и југозападну Азију.
Концептуално, граница између истока и запада је више културна, а не географска, због чега су Аустралија и Нови Зеланд, који су основани као колоније британских досељеника, углавном су груписани са западним светом иако су географски ближи источном свету, док се средњоазијске нације бившег Совјетског Савеза, чак и са значајним западним утицајем, сматрају делом Истока. Осим већег дела Азије и Африке, Европа је апсорбовала скоро сва друштва северне Азије, Америке и Океаније у западни свет због колонизације насељеника.
Државе као што су Филипини, који се географски налазе у источном свету, могу се сматрати делом западног света у неким аспектима свог друштва, културе и политике због имиграције и историјских културних утицаја из САД и Европе.